# Hemixesma anthocrenias
Hemixesma anthocrenias är en fjärilsart som beskrevs av Louis Beethoven Prout 1922. Hemixesma anthocrenias ingår i släktet Hemixesma och familjen mätare. Inga underarter finns listade i Catalogue of Life.